# Département de La Cocha
Le département de La Cocha est une des 17 subdivisions de la province de Tucumán, en Argentine. Son chef-lieu est la ville de La Cocha.
Le département a une superficie de 917 km2. Sa population s'élevait à 17 683 habitants, suivant le recensement de 2001 (source : INDEC).

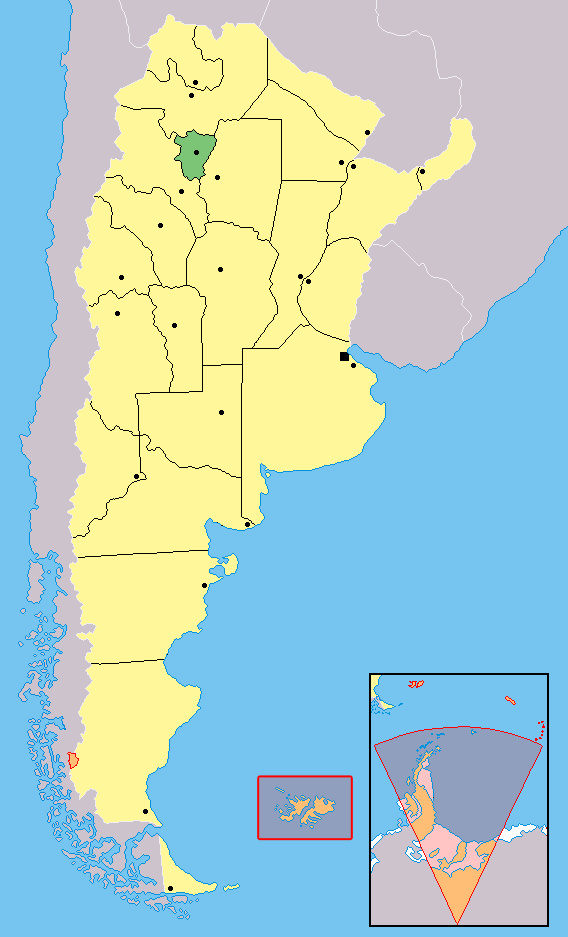
Localisation de la province de Tucumán en Argentine